# Dránica

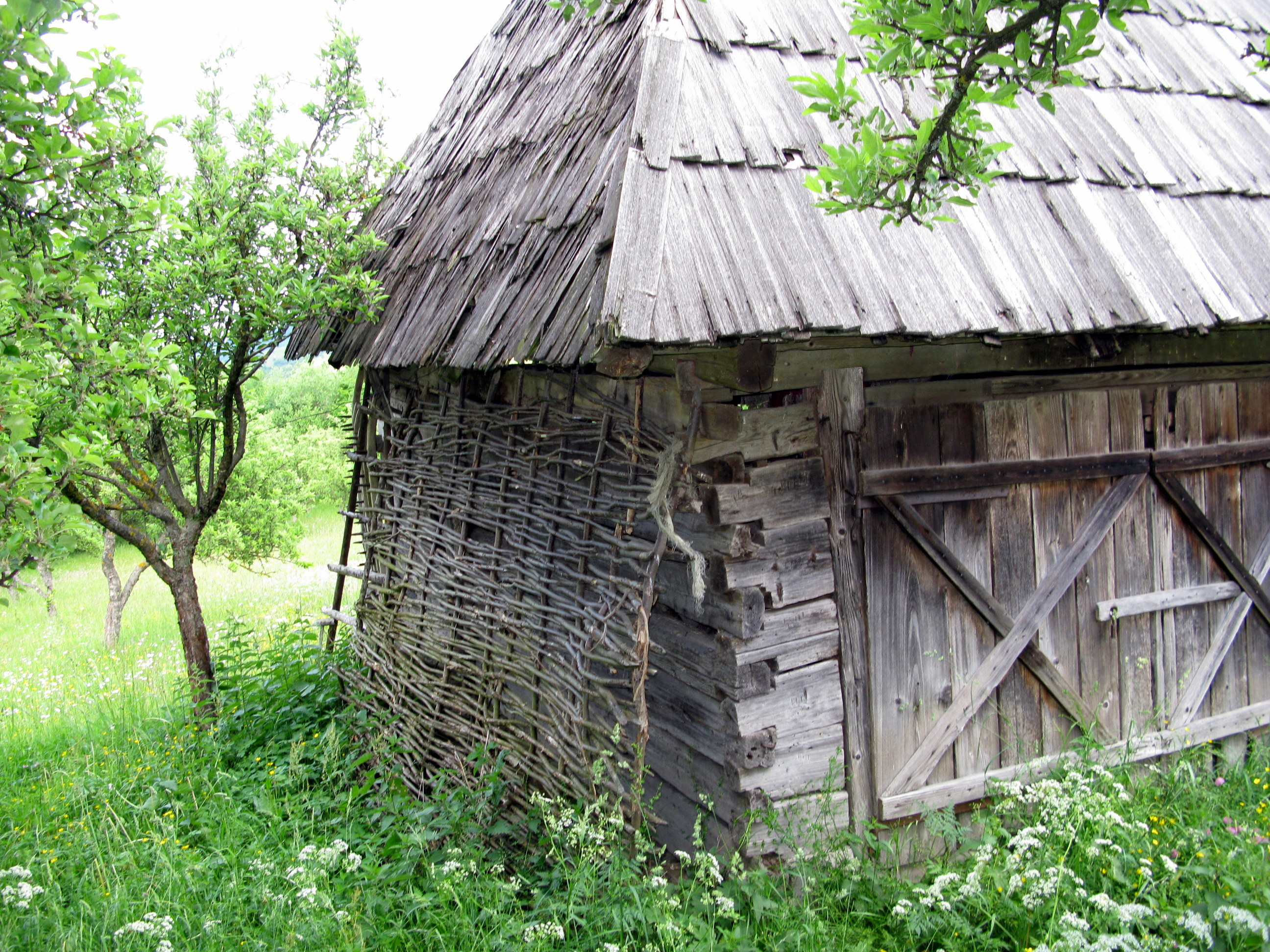
Dránicafedél egy elhagyott istállón, a máramarosi Batiza közelében

A dránica (gránica, Udvarhelyszéken fatégla, Csíkban dránic) harminc–száz centiméter hosszú, tíz–harminc centiméter széles tetőfedő deszka. A zsindelytől az is megkülönbözteti, hogy mindenhol egyenlő vastag. Az egymás mellé fektetett dránicákat hornyolás nélkül, faszögekkel erősítették a tetőlécekhez. A zsindelyhez képest nemcsak kevésbé zárta ki a nedvességet, de kevésbé volt tartós, és a szél is könnyebben fújta le a tetőről. Erdélyben és a Kárpát-medence északkeleti részén volt elterjedt. Székelyföldön a 19–20. században főleg gazdasági épületeket, lakóházakat inkább a szegényebb román és ruszin falvakban fedtek vele. A magyar nyelvjárásokban román vagy szláv, a románban szláv jövevényszó.